# Le Mesnil-au-Grain
Le Mesnil-au-Grain est une commune française, située dans le département du Calvados en région Normandie, peuplée de 74 habitants.

## Géographie
La commune est aux confins du Bocage virois et de la plaine de Caen, dans le Pré-Bocage, désignation récente, sorte de seuil du Massif armoricain. Le hameau de l'église, le Hamelet, est à 5 km au nord-est d'Aunay-sur-Odon, à 8 km au sud-est de Villers-Bocage, à 11 km au sud-ouest d'Évrecy et à 15 km au nord-ouest de Thury-Harcourt.
| Longvillers             | Épinay-sur-Odon                                                    | Landes-sur-Ajon, Malherbe-sur-Ajon (comm. dél. de Banneville-sur-Ajon) |
| Longvillers             | du Mesnil-au-Grain                                                 | Malherbe-sur-Ajon (comm. dél. de Banneville-sur-Ajon)                  |
| Aunay-sur-Odon, Bauquay | Bauquay, Malherbe-sur-Ajon (comm. dél. de Saint-Agnan-le-Malherbe) | Malherbe-sur-Ajon (comm. dél. de Saint-Agnan-le-Malherbe)              |

Le 1er janvier 2017, la commune passe de l'arrondissement de Caen à celui de Vire.

### Hydrographie
La commune est située dans le bassin Seine-Normandie. Elle est drainée par l'Odon, la Douvette, le fossé 01 du Cabaret et le fossé 02 de la commune du Mesnil-au-Grain,,.
L'Odon, d'une longueur de 47 km, prend sa source dans la commune des Monts d'Aunay et se jette  dans l'Orne à Fleury-sur-Orne, après avoir traversé 20 communes. Les caractéristiques hydrologiques de l'Odon sont données par la station hydrologique située sur la commune d'Épinay-sur-Odon. Le débit moyen mensuel est de 1,01 m3/s. Le débit moyen journalier maximum est de 21 m3/s, atteint lors de la crue du 14 novembre 2010. Le débit instantané maximal est quant à lui de 27 m3/s, atteint le 28 décembre 1999.

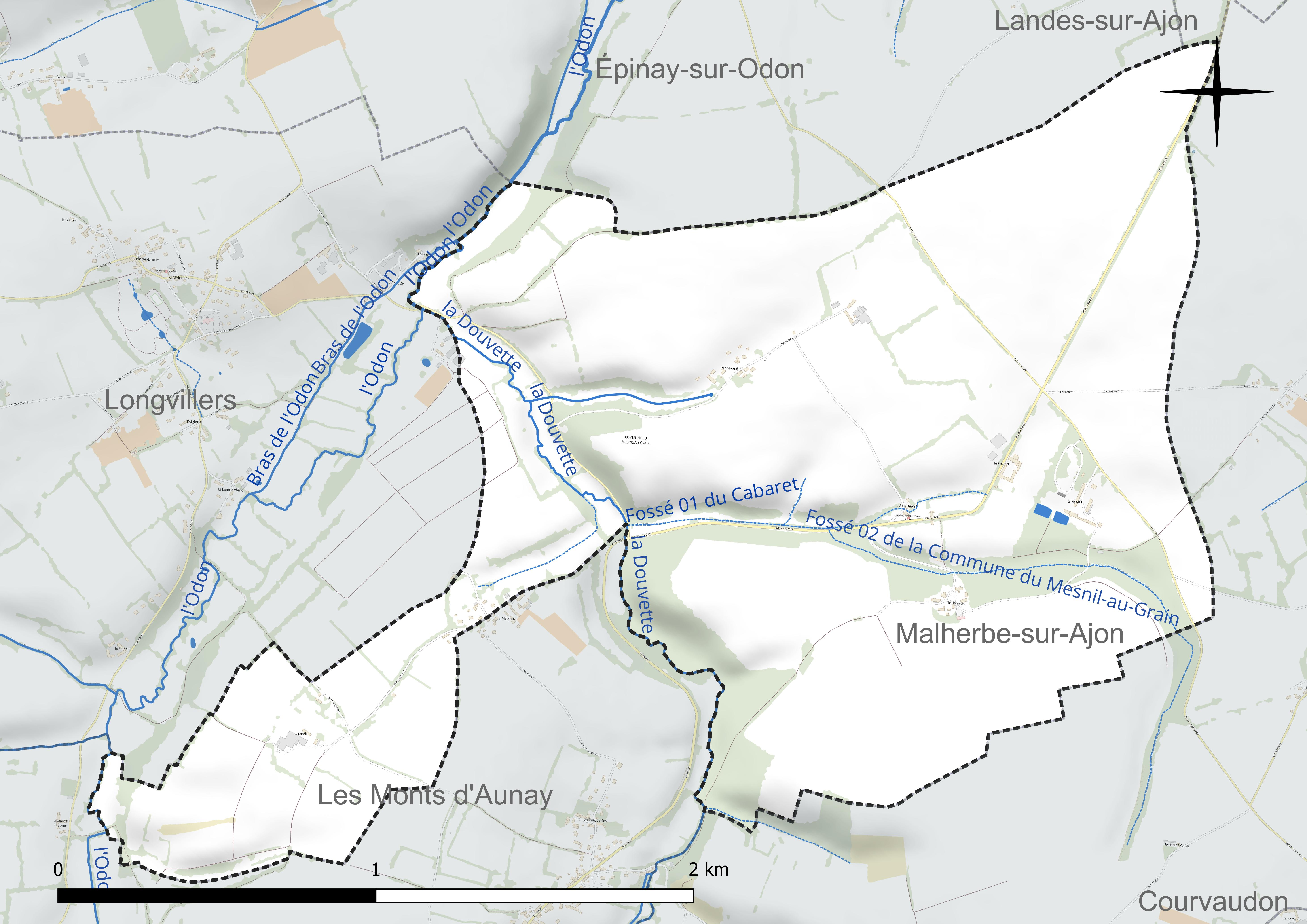
Réseau hydrographique du Mesnil-au-Grain.

### Climat
Pour des articles plus généraux, voir Climat de la Normandie et Climat du Calvados.
En 2010, le climat de la commune est de type climat océanique franc, selon une étude du CNRS s'appuyant sur une série de données couvrant la période 1971-2000. En 2020, Météo-France publie une typologie des climats de la France métropolitaine dans laquelle la commune est exposée à un climat océanique et est dans la région climatique  Normandie (Cotentin, Orne), caractérisée par une pluviométrie relativement élevée (850 mm/a) et un été frais (15,5 °C) et venté. Parallèlement le GIEC normand, un groupe régional d'experts sur le climat, différencie quant à lui, dans une étude de 2020, trois grands types de climats pour la région Normandie, nuancés à une échelle plus fine par les facteurs géographiques locaux. La commune est, selon ce zonage, exposée à un « climat contrasté des collines », correspondant au Bocage normand, bien arrosé, voire très arrosé sur les reliefs les plus exposés au flux d'ouest, et frais en raison de l'altitude.
Pour la période 1971-2000, la température annuelle moyenne est de 10,4 °C, avec  une amplitude thermique annuelle de 12,3 °C. Le cumul annuel moyen de précipitations est de 875 mm, avec 13,1 jours de précipitations en janvier et 8 jours en juillet. Pour la période 1991-2020, la température moyenne annuelle observée sur la station météorologique la plus proche, située sur la commune de Seulline à 6 km à vol d'oiseau, est de 11,3 °C et le cumul annuel moyen de précipitations est de 992,2 mm,. Pour l'avenir, les paramètres climatiques de la commune estimés pour 2050 selon différents scénarios d'émission de gaz à effet de serre sont consultables sur un site dédié publié par Météo-France en novembre 2022.

## Urbanisme

### Typologie
Au 1er janvier 2024, Le Mesnil-au-Grain est catégorisée commune rurale à habitat très dispersé, selon la nouvelle grille communale de densité à 7 niveaux définie par l'Insee en 2022.
Elle est située hors unité urbaine. Par ailleurs la commune fait partie de l'aire d'attraction de Caen, dont elle est une commune de la couronne,. Cette aire, qui regroupe 296 communes, est catégorisée dans les aires de 200 000 à moins de 700 000 habitants,.

### Occupation des sols
L'occupation des sols de la commune, telle qu'elle ressort de la base de données européenne d'occupation biophysique des sols Corine Land Cover (CLC), est marquée par l'importance des territoires agricoles (94,6 % en 2018), une proportion identique à celle de 1990 (94,6 %). La répartition détaillée en 2018 est la suivante : 
terres arables (82,4 %), prairies (12,2 %), forêts (5,4 %). L'évolution de l'occupation des sols de la commune et de ses infrastructures peut être observée sur les différentes représentations cartographiques du territoire : la carte de Cassini (XVIIIe siècle), la carte d'état-major (1820-1866) et les cartes ou photos aériennes de l'IGN pour la période actuelle (1950 à aujourd'hui).

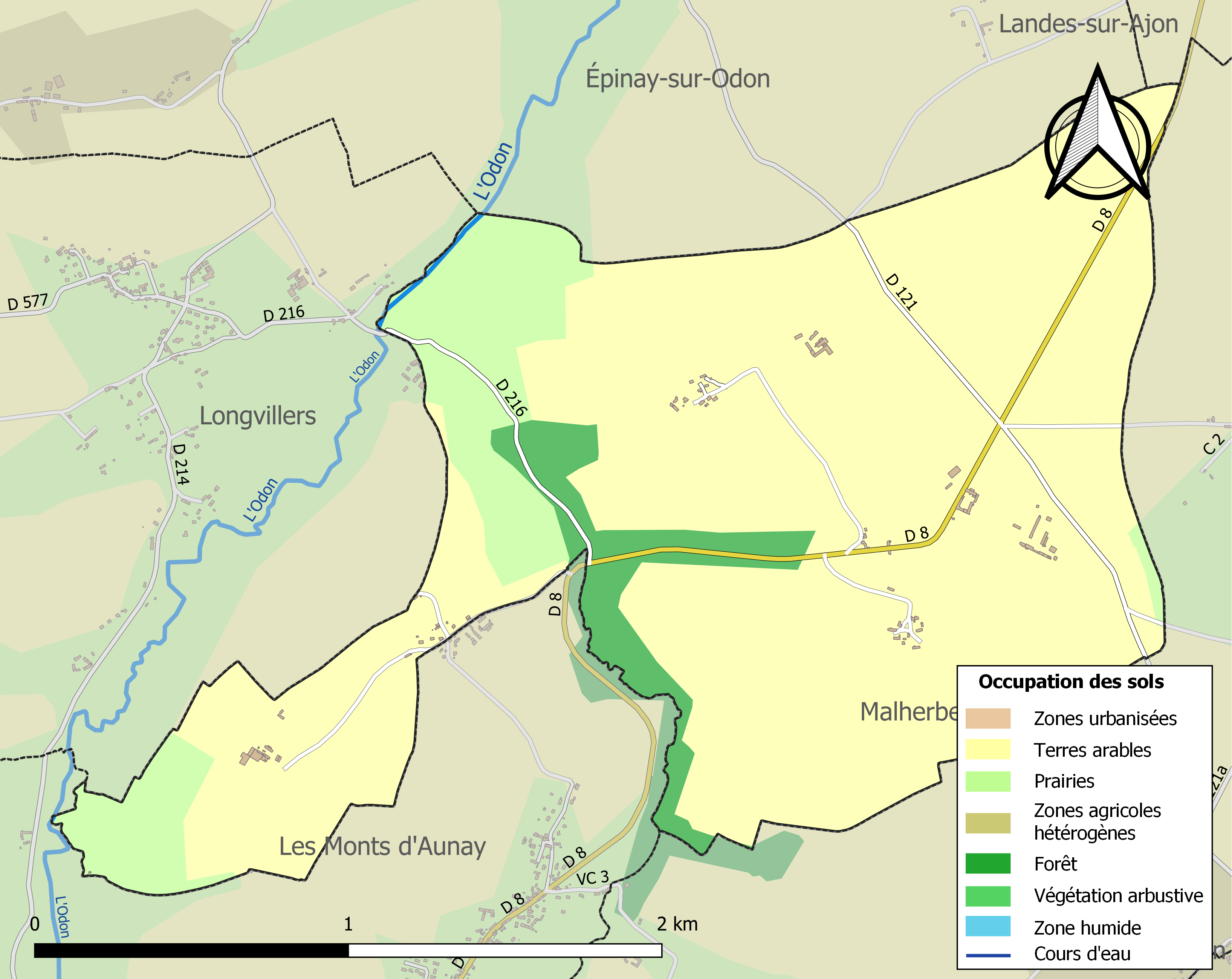
Carte des infrastructures et de l'occupation des sols de la commune en 2018 (CLC).

## Toponymie
Le nom de la localité est attesté sous la forme Maisnil Ougrin en 1198, Mesnil Ongrin en 1250, Mesnil Oulgrain en 1250, Mesnil Angrain en 1793,.
L'ancien français mesnil « domaine rural », est à l'origine de nombreux toponymes, notamment en Normandie.
Le second élément au-Grain représente un anthroponyme comme c'est généralement le cas dans les formations en (le) Mesnil-. Plusieurs hypothèses ont été proposées, soit le nom de personne germanique occidental Augrim, soit Algrinus de même origine, soit Ougrain sans davantage de précision et enfin le nom de personne germanique Vulgrinus.
Remarques : Augrim et Algrin(us) s'accordent mal avec les formes anciennes, notamment Algrinus. En effet, les formes les plus anciennes sont en Ou- > On- (voir en normand l'alternance on / ou). Quant au nom de personne Ougrain, il ne semble pas attesté, en tout cas pas comme patronyme, il représente vraisemblablement l'anthroponyme scandinave Authgrim / Outgrim (comprendre sans doute anglo-scandinave Ou(t)grim, variante du nom de personne vieux norrois Auðgrímr / AuðgrímR), altéré graphiquement par attraction de grain postérieure au XVIIIe siècle.

## Politique et administration
| Période                                  | Période   | Identité          | Étiquette | Qualité    |
| ---------------------------------------- | --------- | ----------------- | --------- | ---------- |
| ?                                        | mars 2001 | Raymonde Cailliau |           |            |
| mars 2001                                | En cours  | Annick Solier     | SE        | Infirmière |
| Les données manquantes sont à compléter. |           |                   |           |            |

Le conseil municipal est composé de sept membres dont le maire et un adjoint.

## Démographie
L'évolution du nombre d'habitants est connue à travers les recensements de la population effectués dans la commune depuis 1793. Pour les communes de moins de 10 000 habitants, une enquête de recensement portant sur toute la population est réalisée tous les cinq ans, les populations de référence des années intermédiaires étant quant à elles estimées par interpolation ou extrapolation. Pour la commune, le premier recensement exhaustif entrant dans le cadre du nouveau dispositif a été réalisé en 2006.
En 2022, la commune comptait 74 habitants, en évolution de −1,33 % par rapport à 2016 (Calvados : +1,58 %, France hors Mayotte : +2,11 %).
Au premier recensement républicain, en 1793, Le Mesnil-au-Grain comptait 226 habitants, population qui n'a été de nouveau atteinte qu'en 1806. Elle était la commune la moins peuplée de l'ancien canton de Villers-Bocage.
| 1793 | 1800 | 1806 | 1821 | 1831 | 1836 | 1841 | 1846 | 1851 |
| ---- | ---- | ---- | ---- | ---- | ---- | ---- | ---- | ---- |
| 226  | 203  | 226  | 224  | 221  | 216  | 214  | 217  | 219  |

| 1856 | 1861 | 1866 | 1872 | 1876 | 1881 | 1886 | 1891 | 1896 |
| ---- | ---- | ---- | ---- | ---- | ---- | ---- | ---- | ---- |
| 197  | 177  | 171  | 160  | 162  | 149  | 155  | 123  | 109  |

| 1901 | 1906 | 1911 | 1921 | 1926 | 1931 | 1936 | 1946 | 1954 |
| ---- | ---- | ---- | ---- | ---- | ---- | ---- | ---- | ---- |
| 111  | 108  | 112  | 88   | 79   | 87   | 69   | 77   | 67   |

| 1962 | 1968 | 1975 | 1982 | 1990 | 1999 | 2006 | 2011 | 2016 |
| ---- | ---- | ---- | ---- | ---- | ---- | ---- | ---- | ---- |
| 55   | 40   | 40   | 37   | 50   | 57   | 54   | 66   | 75   |

| 2021 | 2022 | - | - | - | - | - | - | - |
| ---- | ---- | - | - | - | - | - | - | - |
| 77   | 74   | - | - | - | - | - | - | - |

## Lieux et monuments
- Église Saint-Ouen, du XVIe siècle. Beau retable partie en pierre marqué 1680 sur la frise supérieure. Ce retable aurait été offert par deux évêques de Bayeux. On trouve les armoiries du premier au pied des colonnes qui encadrent de chaque côté le tableau central, et celles du deuxième évêque peintes sur ce même tableau qui représente la Cène. Dans le chœur, au mur nord, on trouve une statue de Sainte-Catherine (XIVe siècle-XVe siècle), au mur sud une statue de Saint-Roch et sur l'autel latéral nord une Vierge à l'enfant (XVe siècle).

Le tableau de Saint-Roch, ainsi que celui du retable ont été restaurés en 2017 par Christophe Meyer, peintre à Paris. Le financement de la restauration des deux tableaux a été réalisé par la commune, le département, la région ainsi que plusieurs mécènes.
La toiture qui avait souffert lors de la tempête de 1999 ainsi que le clocher ont été repris.
En 2023, un groupe d'habitants de la commune a repeint les murs intérieurs et consolidé les petits bancs et prie-Dieu. En 2025 le réseau électrique a été remis aux normes.

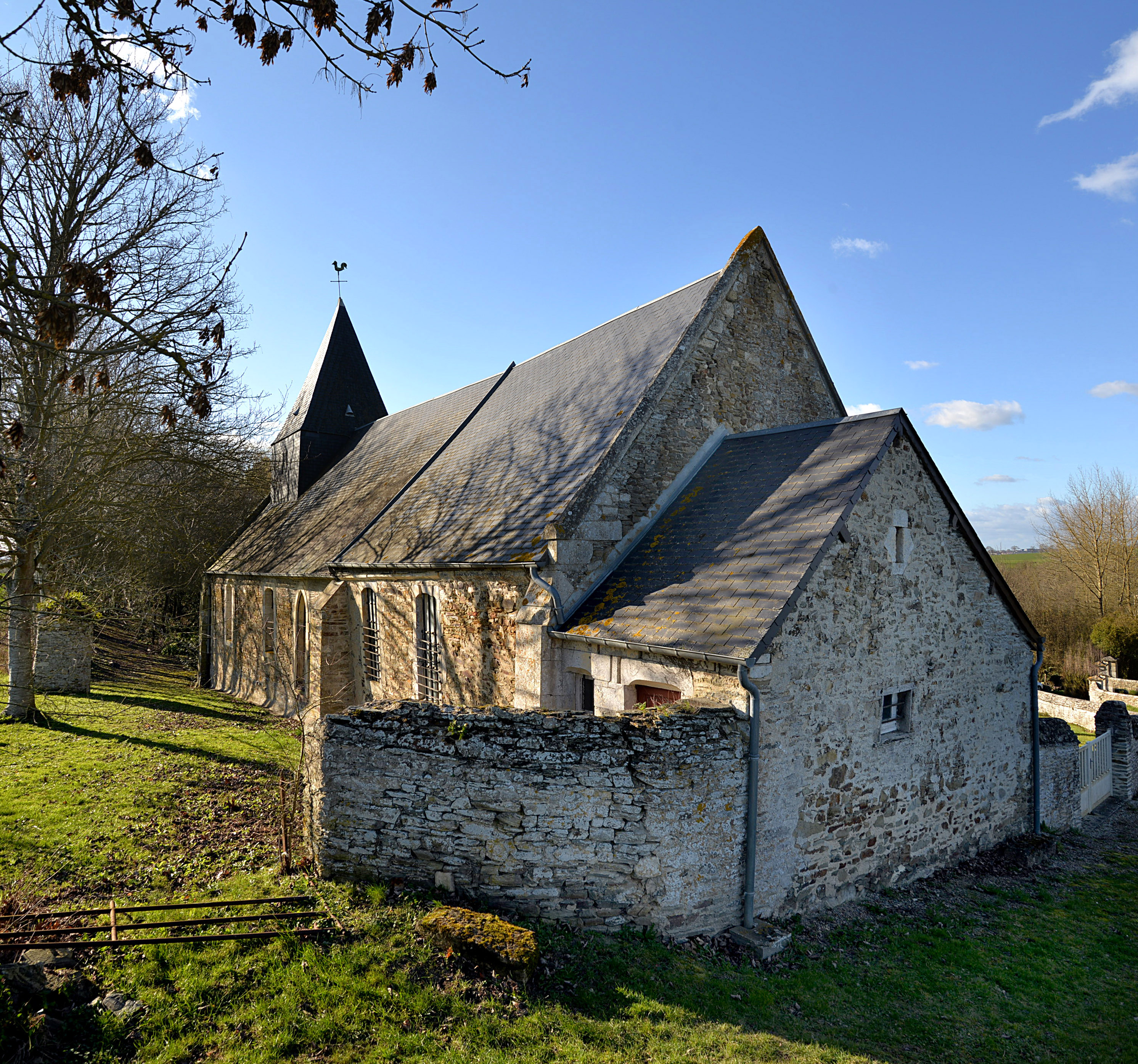
L'église Saint-Ouen.
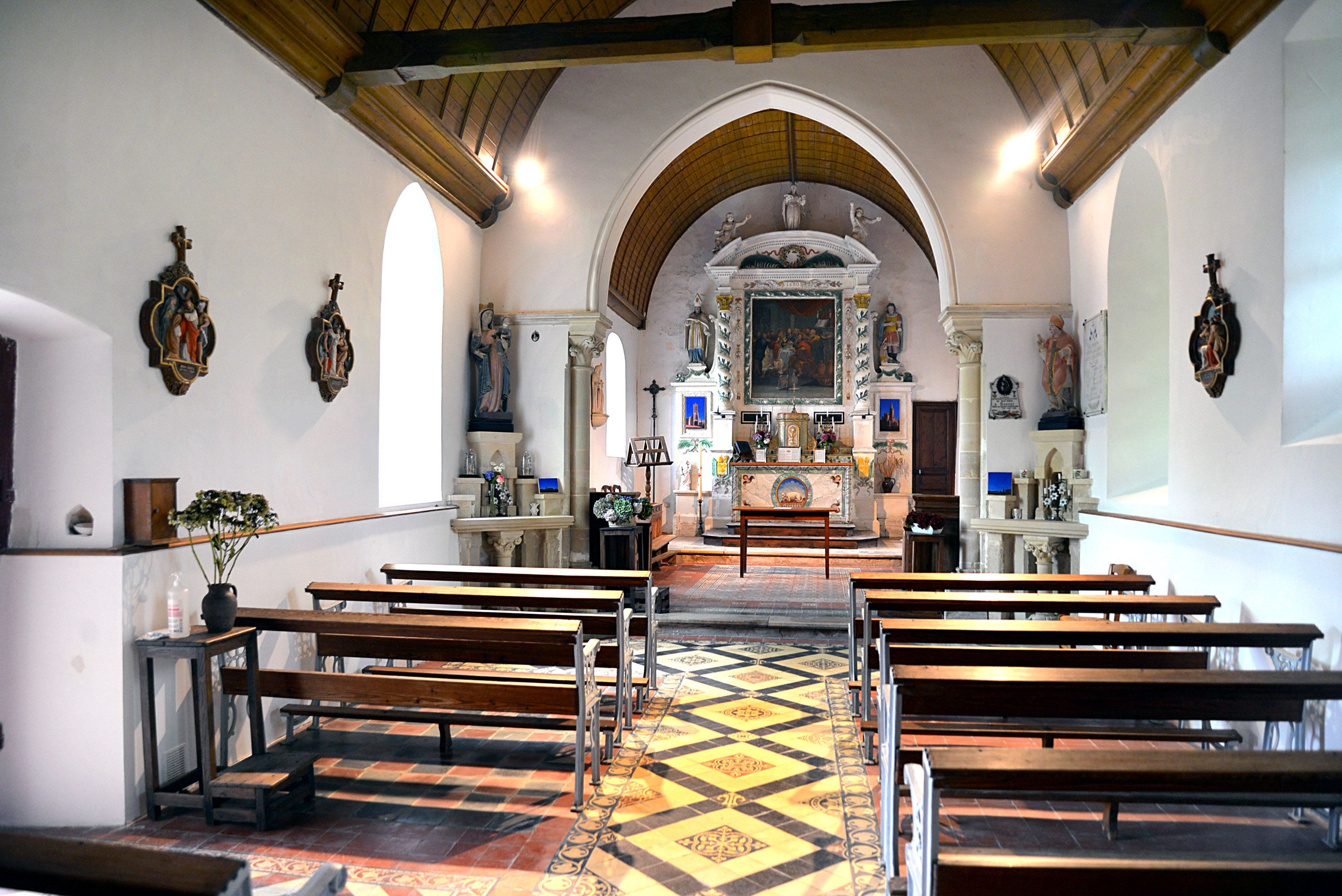
La nef de l'église.
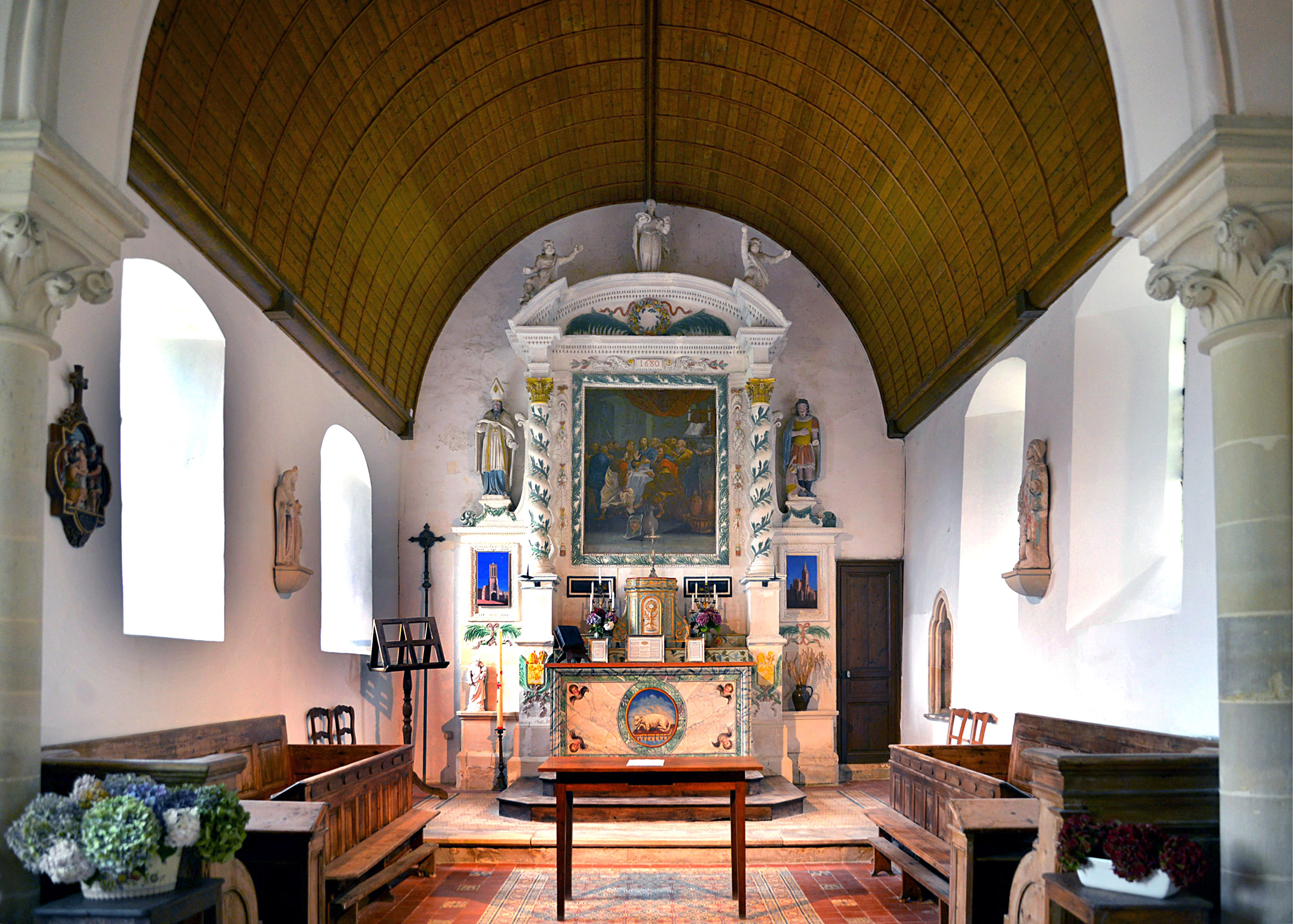
Le chœur de l'église.
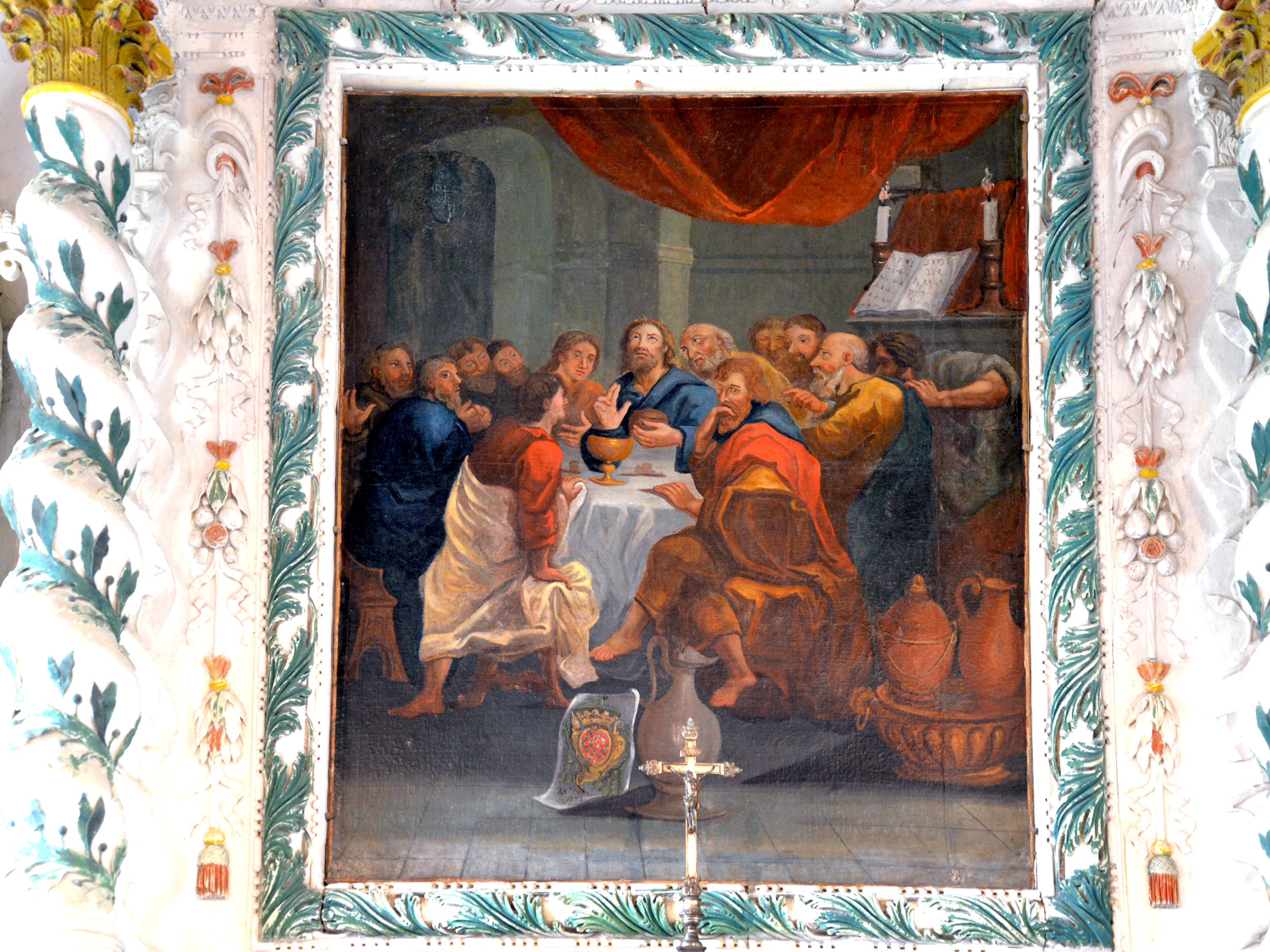
Le tableau central (La Cène) du maître-retable de l'église.
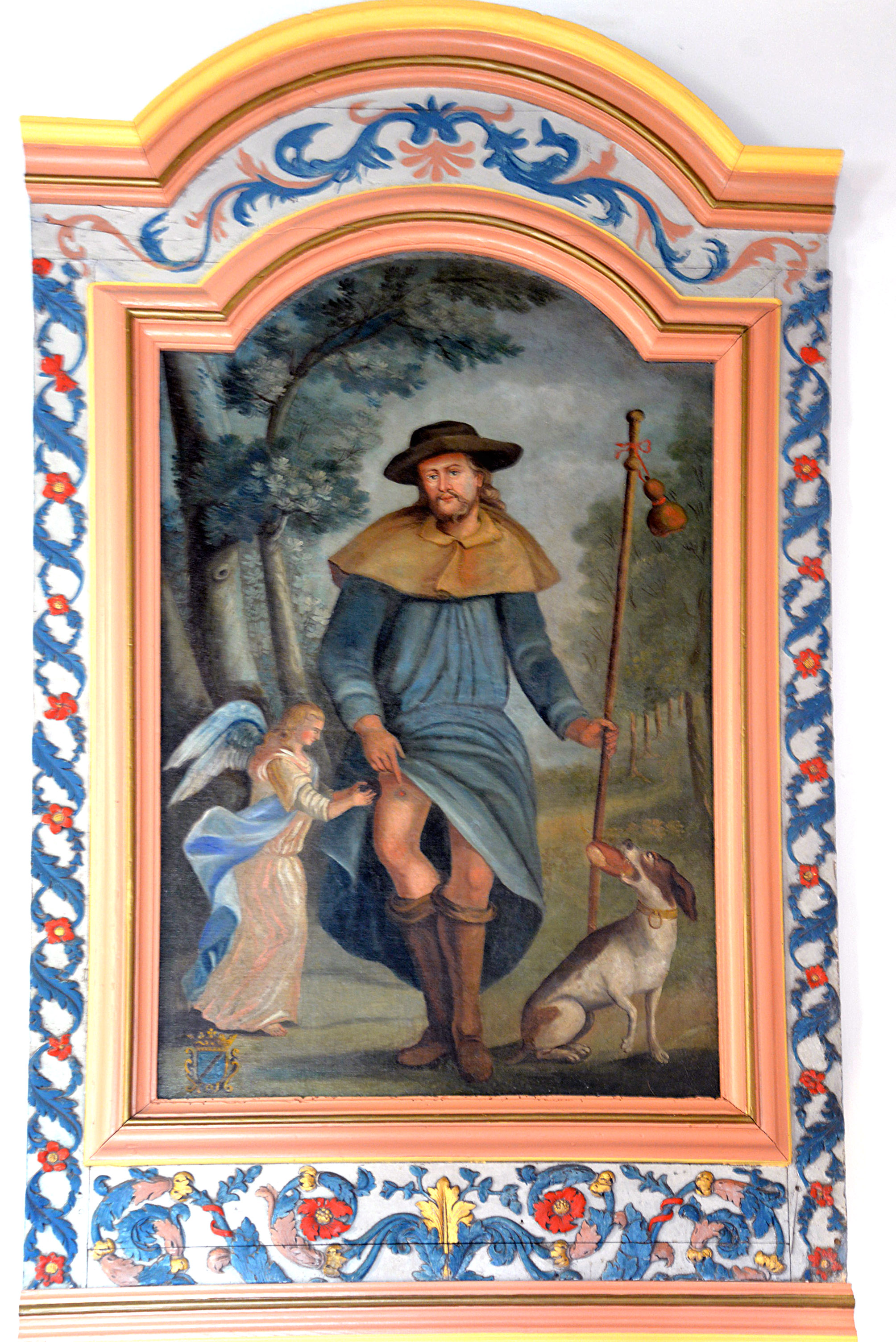
Le tableau de saint Roch dans l'église.
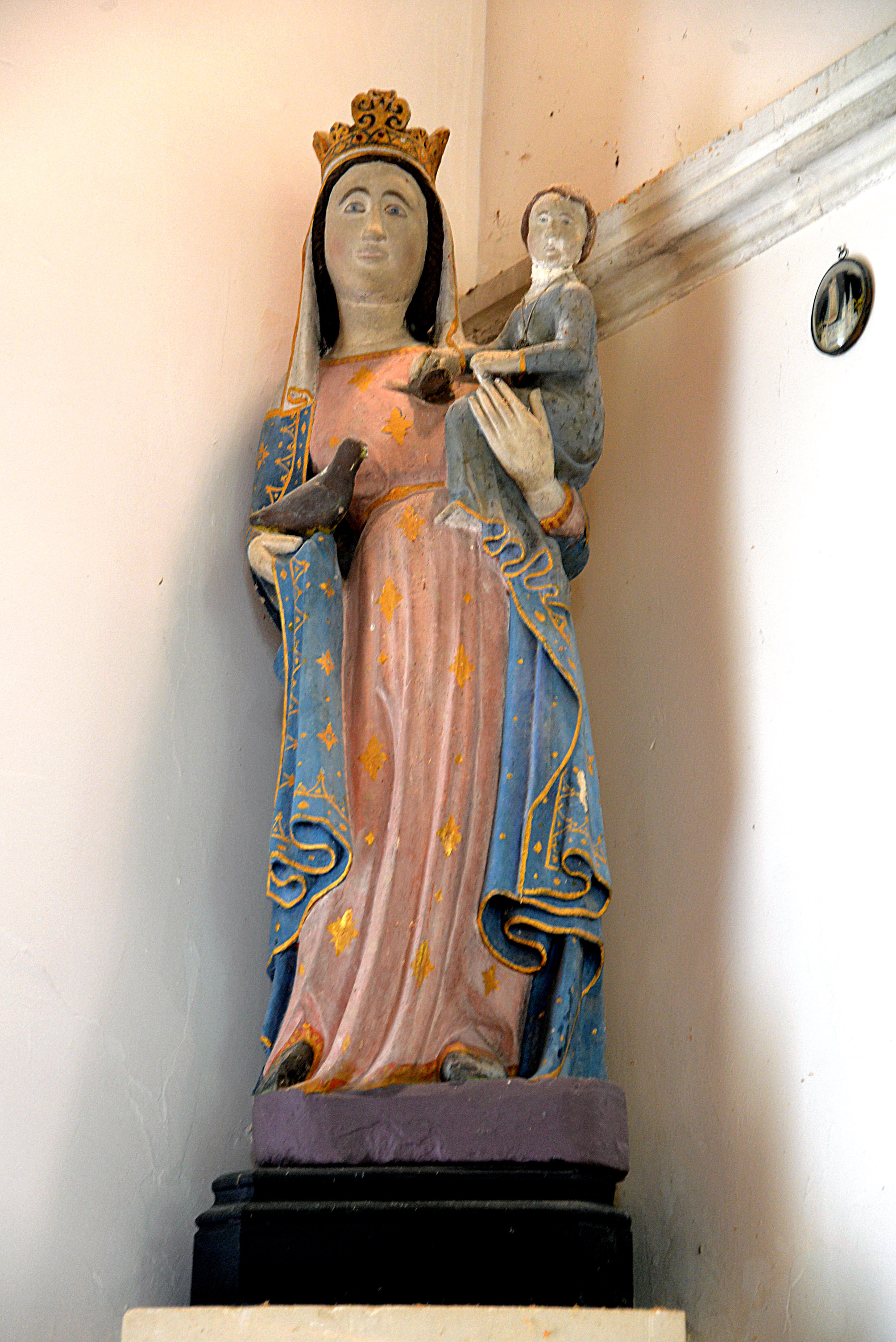
Statue de Vierge à l'Enfant dans l'église.
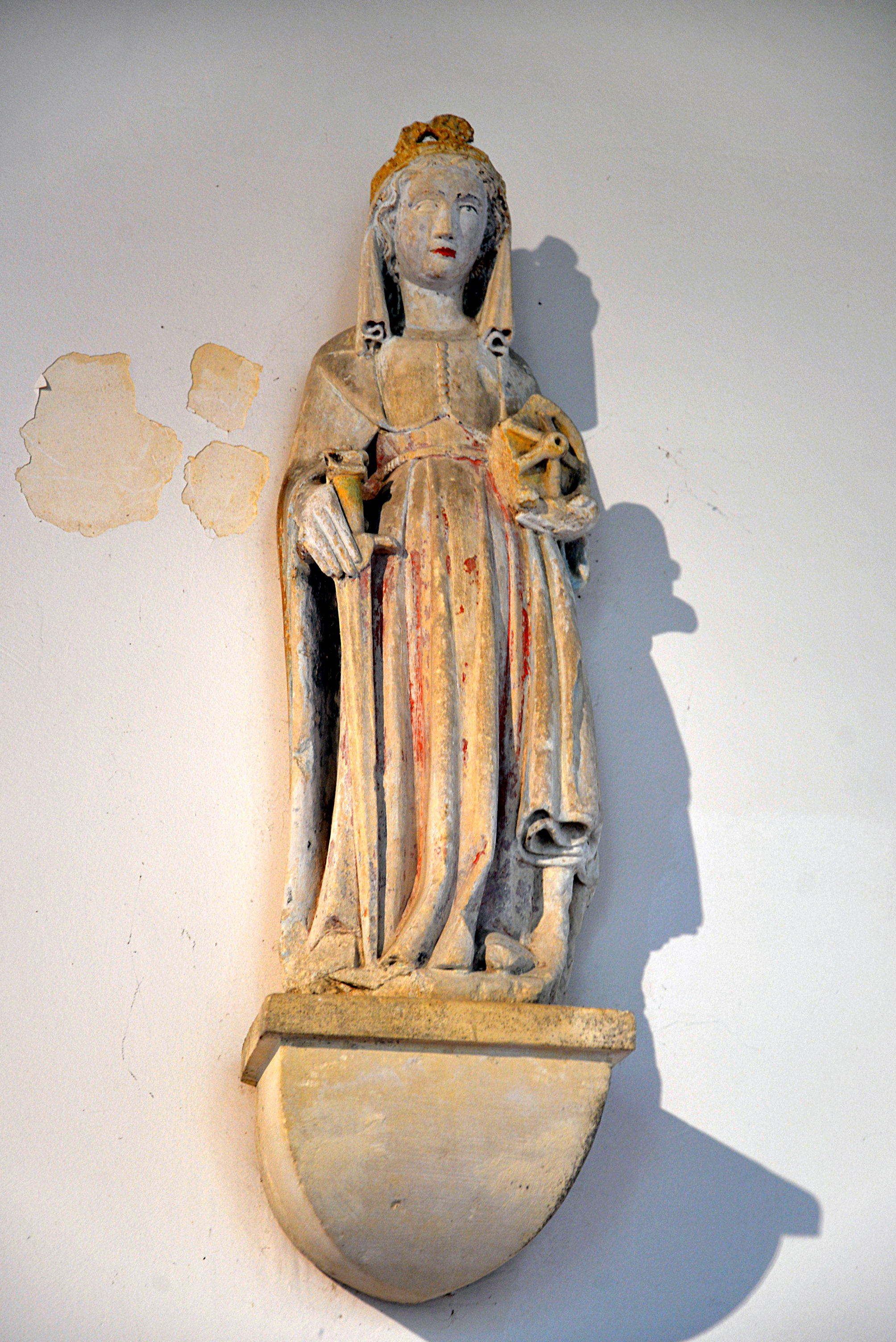
Statue de sainte Catherine dans l'église.
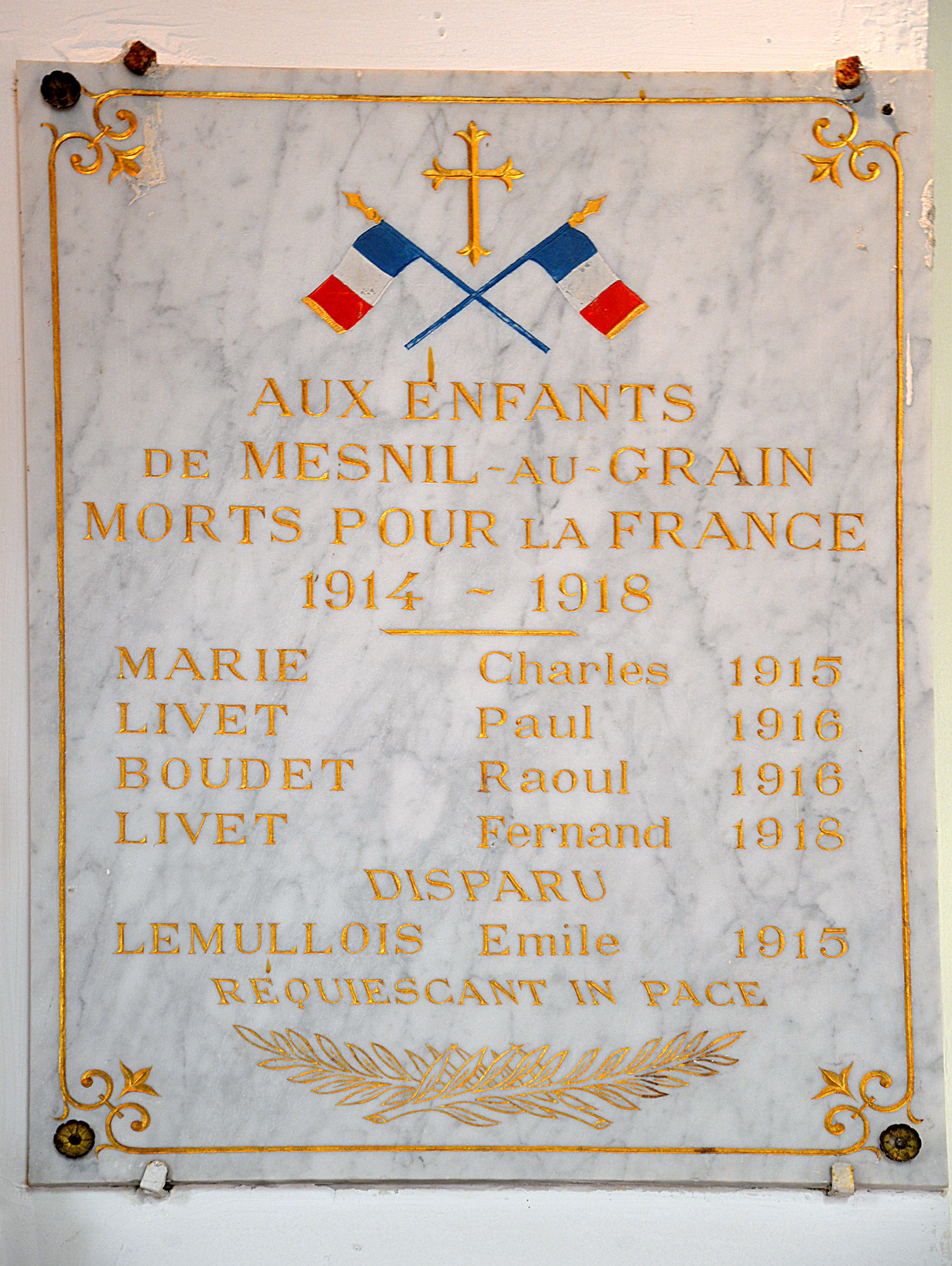
Plaque commémorative 1914-1918 dans l'église.

## Personnalités liées à la commune
- Alain Robbe-Grillet (1922-2008), écrivain, cinéaste, membre de l'Académie française, vécut de 1963 jusqu'à la fin de sa vie (18 février 2008) au Mesnil-au-Grain, dans le château du XVIIe siècle.